# Frades de la Sierra
Frades de la Sierra ist ein Ort und eine westspanische Gemeinde (municipio) mit 167 Einwohnern (Stand: 2024) in der Provinz Salamanca in der Autonomen Region Kastilien-León.
Zur Gemeinde gehört neben dem Hauptort Frades de la Sierra die Ortschaft Navarredonda de Salvatierra.

## Lage
Frades de la Sierra liegt in einer Höhe von ca. 975 m etwa 44 Kilometer südsüdwestlich von der Provinzhauptstadt Salamanca. 
Das Klima im Winter ist kühl, im Sommer dagegen durchaus warm; die Niederschlagsmengen (ca. 540 mm/Jahr) fallen – mit Ausnahme der nahezu regenlosen Sommermonate – verteilt übers ganze Jahr.

## Bevölkerungsentwicklung
| Jahr      | 1970 | 1981 | 1991 | 2001 | 2011 | 2021 |
| Einwohner | 446  | 378  | 318  | 271  | 224  | 182  |

## Sehenswürdigkeiten
- Vinzenzkirche (Iglesia de San Vicente)
- Philippuskirche (Iglesia de San Felipe Apóstol) in Navarredonda
- Uhrenturm
- Geburtshaus von José María Gabriel y Galán

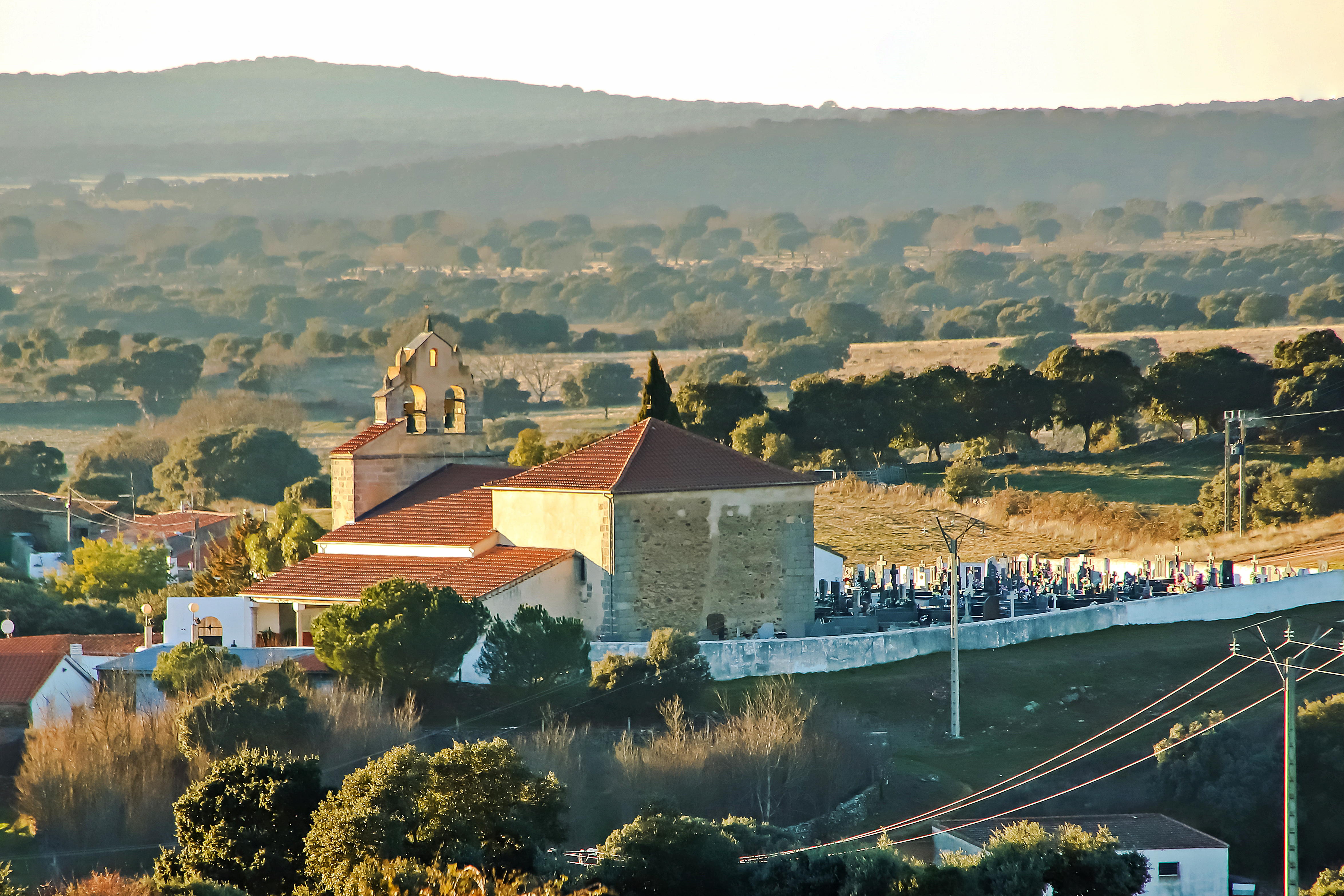
Vinzenzkirche
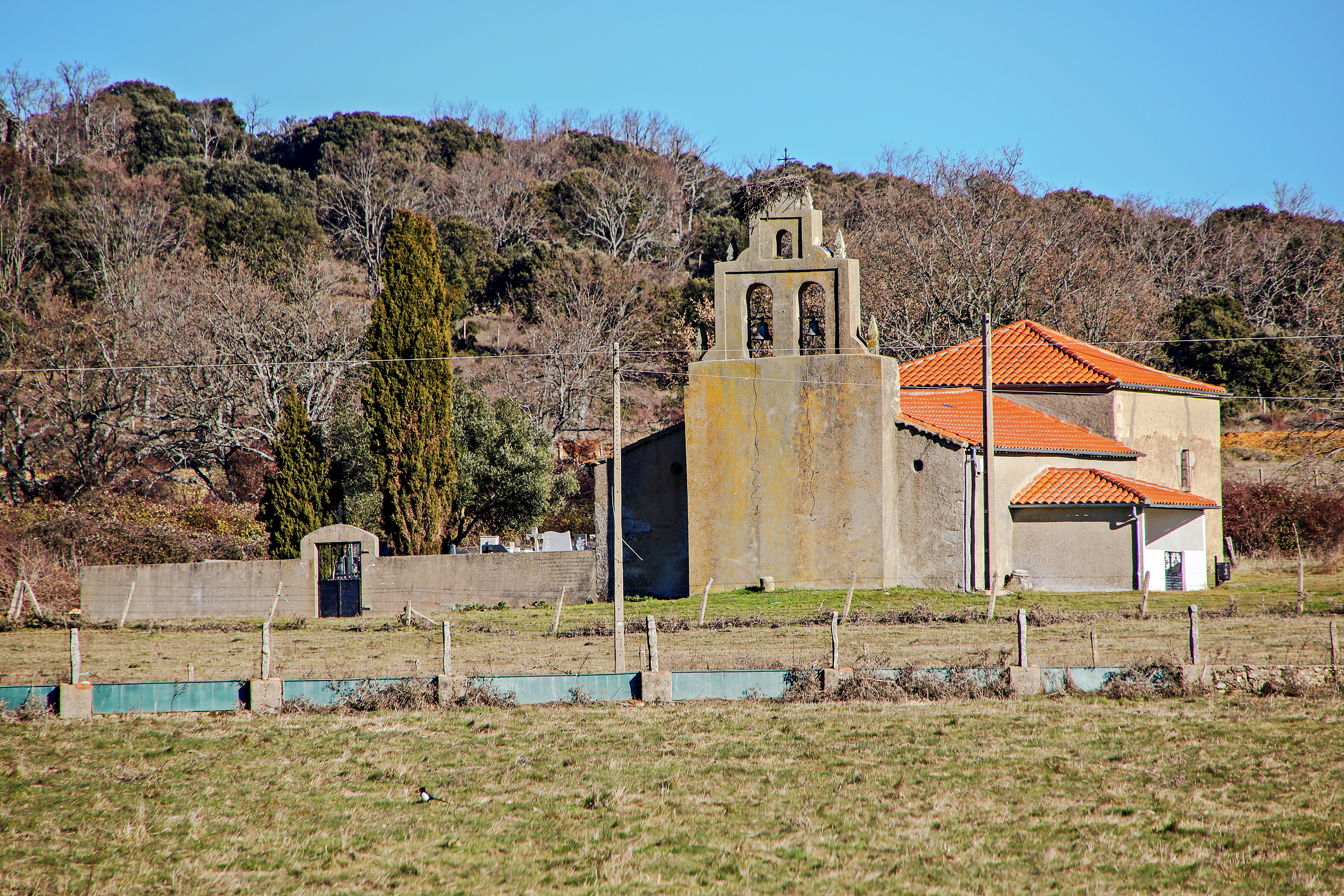
Philippuskirche
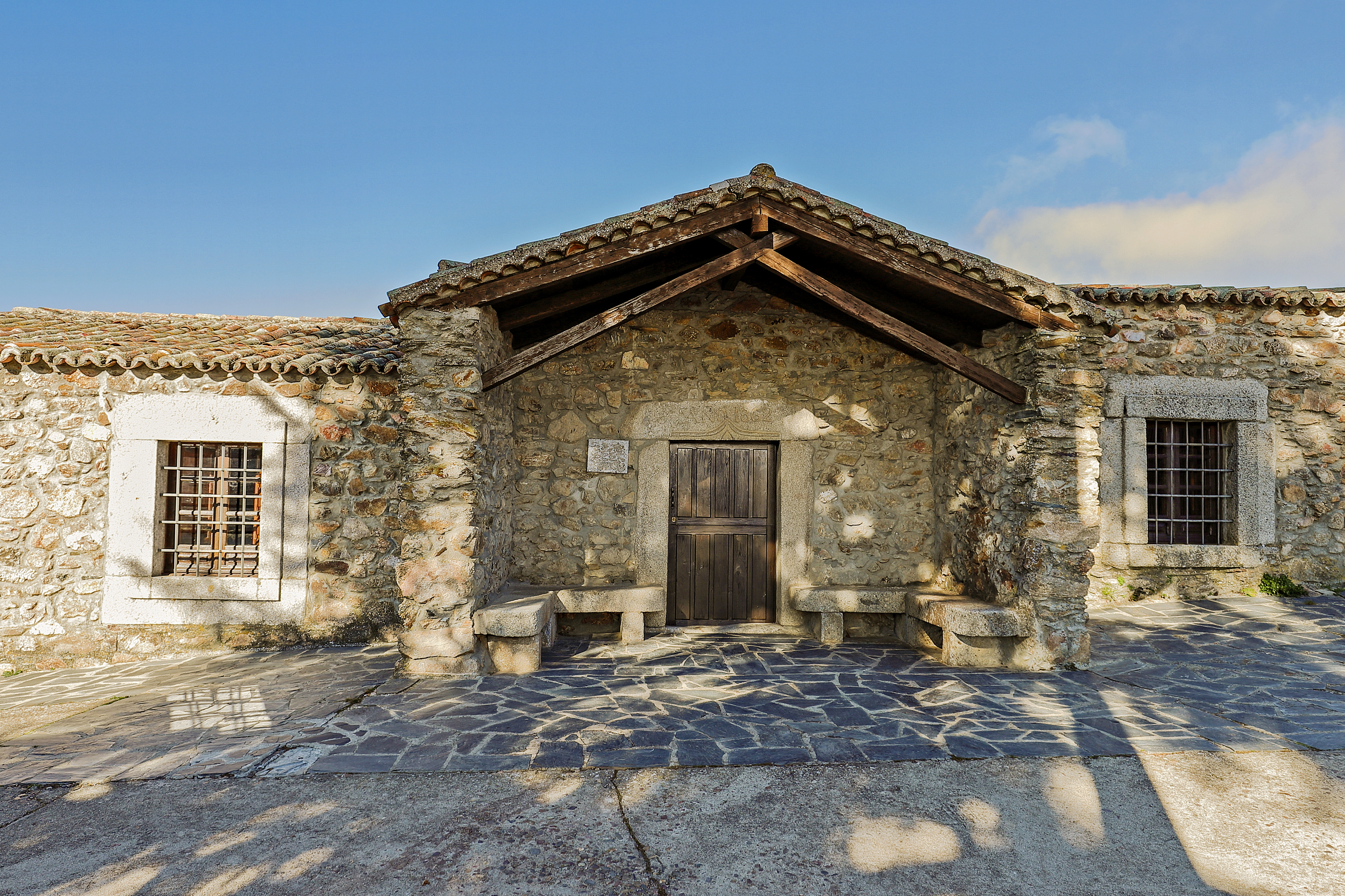
Geburtshaus Gabriel y Galán
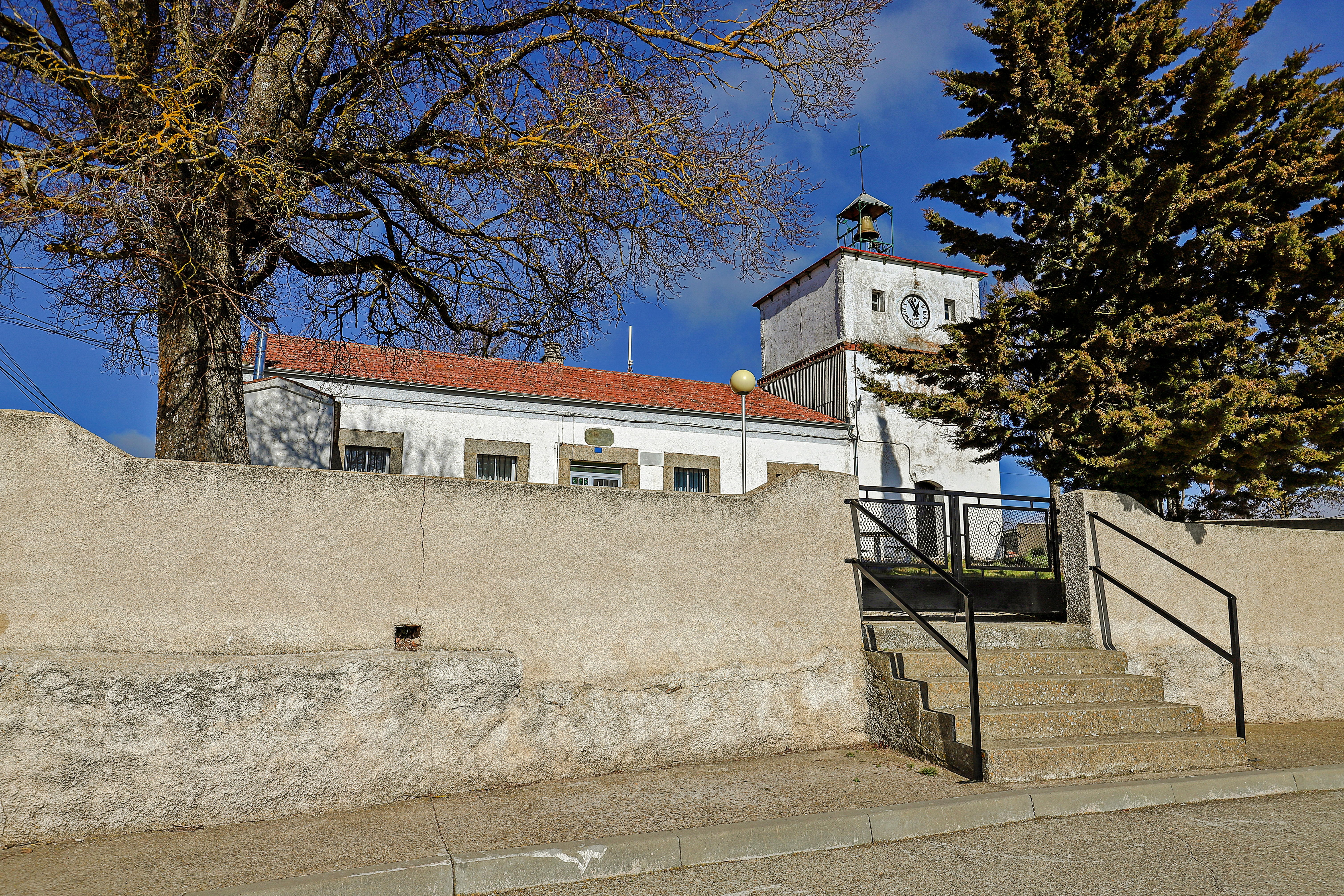
Uhrenturm
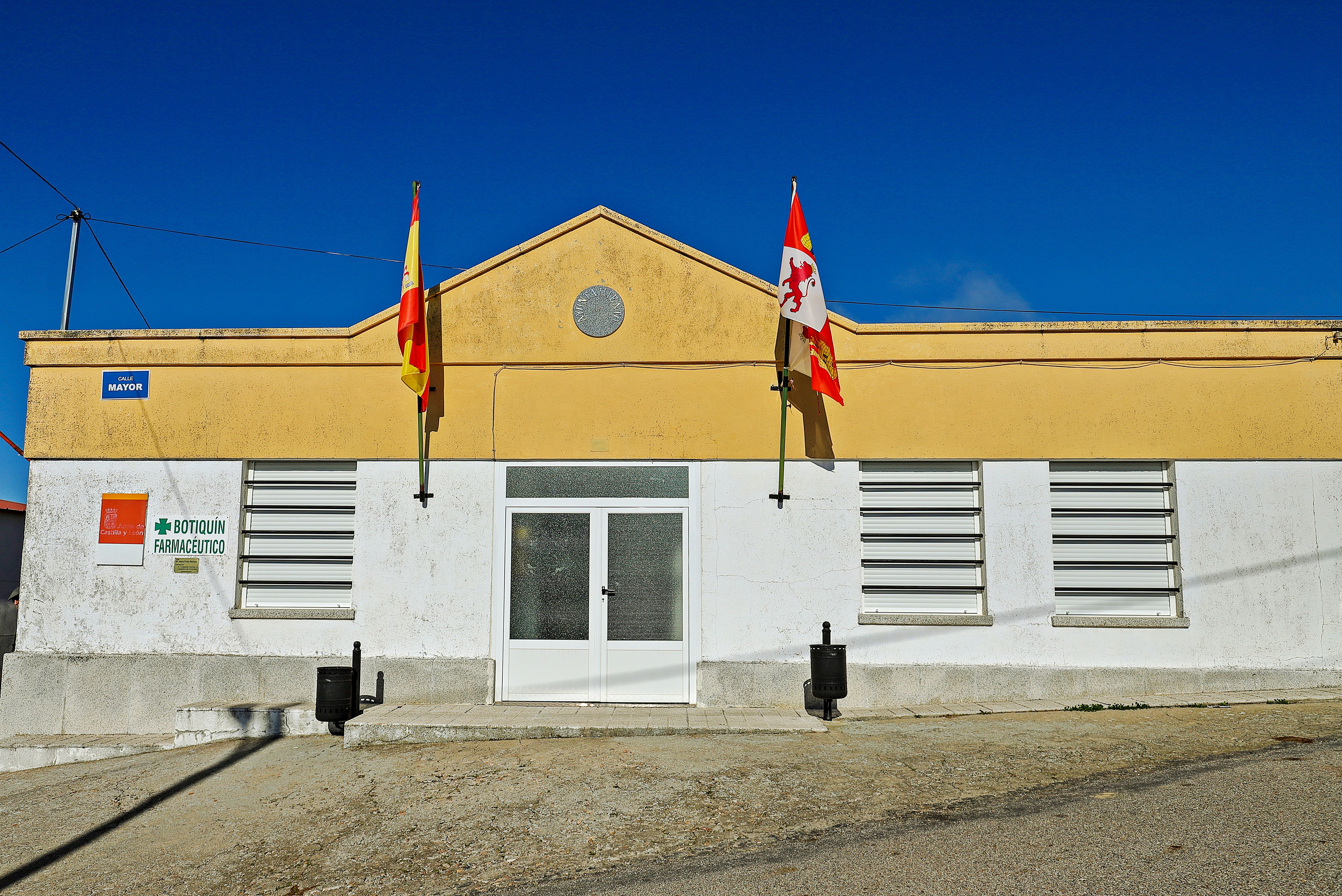
Rathaus

## Persönlichkeiten
- José María Gabriel y Galán (1870–1905), Dichter